# روبرت هايز
روبرت هايز (بالإنجليزية: Robert Hays)‏ هو منتج أفلام ومخرج وممثل أمريكي، ولد في 24 يوليو 1947 في الولايات المتحدة.

## أعمال

### أفلام
- (1980) الطائرة![6][7][8]
- (2008) سوبر هيرو موف[9]

## وصلات خارجية
- روبرت هايز على موقع IMDb (الإنجليزية)
- روبرت هايز على موقع إن إن دي بي (الإنجليزية)
- روبرت هايز على موقع ديسكوغز (الإنجليزية)
- روبرت هايز على موقع قاعدة بيانات الفيلم (الإنجليزية)